# Agrotis semiclarata
Agrotis semiclarata är en fjärilsart som beskrevs av Augustus Radcliffe Grote 1881. Agrotis semiclarata ingår i släktet Agrotis och familjen nattflyn. Inga underarter finns listade i Catalogue of Life.